# Σ-Algebra
In der Analysis und in der Wahrscheinlichkeitstheorie ist eine σ-Algebra (gesprochen: „Sigma-Algebra“, auch σ-Mengenalgebra, abgeschlossenes Mengensystem, Sigmakörper oder Borelscher Mengenkörper) über einer Menge {\displaystyle \Omega } eine nichtleere Menge {\displaystyle \Sigma } von Teilmengen von {\displaystyle \Omega }, die unter Komplement, abzählbaren Vereinigungen und abzählbaren Schnitten abgeschlossen ist. Das geordnete Paar {\displaystyle (\Omega ,\Sigma )} wird als messbarer Raum bezeichnet.
Sei {\displaystyle \Omega =\{a,b,c,d\}} dann ist eine mögliche σ-Algebra auf {\displaystyle \Omega }: {\displaystyle \Sigma =\{\emptyset ,\{a,b\},\{c,d\},\{a,b,c,d\}\},} wobei {\displaystyle \emptyset } die leere Menge ist.
σ-Algebren spielen eine zentrale Rolle in der modernen Stochastik und Integrationstheorie, da sie dort als Definitionsbereiche für Maße auftreten und alle Mengen enthalten, denen man ein abstraktes Volumen beziehungsweise eine Wahrscheinlichkeit zuordnet.
Außerdem ermöglichen sie beispielsweise, die Modellierung zeitlicher Verfügbarkeit von Informationen durch Filtrierungen oder die Kompression von Daten durch die suffiziente σ-Algebra.

## Definition
Sei {\displaystyle \Omega } eine Menge und sei {\displaystyle {\mathcal {P}}(\Omega )} die Potenzmenge dieser Menge.
Ein Mengensystem {\displaystyle {\mathcal {A}}\subseteq {\mathcal {P}}(\Omega )}, also eine Menge von Teilmengen von {\displaystyle \Omega }, heißt σ-Algebra (auf, in oder über {\displaystyle \Omega }), wenn es die folgenden drei Bedingungen erfüllt:
1. {\displaystyle {\mathcal {A}}} enthält die Grundmenge. Es gilt also {\displaystyle \Omega \in {\mathcal {A}}.}
2. {\displaystyle {\mathcal {A}}} ist stabil bezüglich der Komplementbildung. Ist also {\displaystyle B\in {\mathcal {A}}}, so ist auch  {\displaystyle B^{\mathsf {c}}=\Omega \setminus B} in {\displaystyle {\mathcal {A}}} enthalten.
3. {\displaystyle {\mathcal {A}}} ist stabil bezüglich abzählbarer Vereinigungen. Sind also Mengen

{\displaystyle A_{1},A_{2},A_{3},\dots } in {\displaystyle {\mathcal {A}}} enthalten, so ist auch {\displaystyle \bigcup _{n\in \mathbb {N} }A_{n}} in {\displaystyle {\mathcal {A}}} enthalten.

## Motivation
Will man den intuitiven Volumenbegriff im {\displaystyle \mathbb {R} ^{3}} oder anderen Räumen mathematisch präzisieren, so fordert man meist folgende Eigenschaften:
1. Jede Menge {\displaystyle M\subseteq \mathbb {R} ^{3}} hat ein Volumen {\displaystyle \operatorname {Vol} (M)\in [0,\infty ]}.
2. {\displaystyle \operatorname {Vol} } soll verschiebungsinvariant sein, denn die Position einer Menge hat intuitiv keinen Einfluss auf ihr Volumen. Für {\displaystyle M\subseteq \mathbb {R} ^{3}} und {\displaystyle a\in \mathbb {R} ^{3}} gilt also {\displaystyle \operatorname {Vol} (M+a)=\operatorname {Vol} (M)}. Ebenso soll das Volumen invariant unter Rotationen sein. Kongruente Mengen sollen also identische Volumina besitzen.
3. Das Volumen ist normiert. So soll zum Beispiel der Einheitswürfel {\displaystyle [0,1]^{3}} das Volumen 1 besitzen.
4. Die Vereinigung von abzählbar vielen disjunkten Mengen besitzt als Volumen genau die Summe der Volumina der einzelnen Mengen.  Diese Eigenschaft heißt σ-Additivität und ist wichtig zur späteren Betrachtung von Grenzwerten.

Bei dieser impliziten Definition eines Volumenbegriffes stellt sich die Frage, ob solch eine Funktion überhaupt existiert. Diese Frage wird das Maßproblem genannt. Nach dem Satz von Vitali ist das Maßproblem aber unlösbar, es existiert also keine Abbildung mit den geforderten Eigenschaften.
Nun versucht man, durch eine sinnvolle Abschwächung der obigen Forderungen einen Volumenbegriff zu definieren, der einerseits noch unserem intuitiven Begriff weitestgehend entspricht, andererseits aber auch mathematisch wohldefiniert ist und eine fruchtbare Theorie des Maßes liefert. Hierzu schwächt man die erste der obigen Forderungen ab und akzeptiert, dass man nicht allen Mengen ein Volumen zuordnen kann. Man beschränkt sich dann auf ein Mengensystem von Mengen, die ein Volumen besitzen, das folgenden praktischen Überlegungen entspricht:
- Die Grundmenge soll ein (nicht notwendigerweise endliches) Volumen besitzen und demnach im Mengensystem enthalten sein.
- Besitzt die Menge {\displaystyle M} ein Volumen, so will man auch das Volumen des Komplements wissen. Also soll zu jeder Menge auch ihr Komplement im Mengensystem sein.
- Die vierte Bedingung in der oberen Aufzählung impliziert, dass wenn abzählbar viele Mengen ein Volumen besitzen, dann auch die Vereinigung dieser Mengen wieder ein Volumen besitzt und somit im Mengensystem enthalten ist.

Direkte Folgerungen daraus sind, dass auch die leere Menge und abzählbare Schnitte von Mengen mit Volumen wieder ein Volumen besitzen.
Diese Forderungen sind genau die definierenden Eigenschaften einer σ-Algebra. Somit sind σ-Algebren die Mengensysteme, auf denen man sinnvollerweise Volumenbegriffe und Maße definiert, um Widersprüche wie die durch den Satz von Vitali zu vermeiden.

## Eigenschaften

### Stabilität gegenüber Mengenoperationen
Aus den Bedingungen 1 und 2 der Definition folgt direkt, dass {\displaystyle {\mathcal {A}}} immer das Komplement von {\displaystyle \Omega }, also die leere Menge {\displaystyle \emptyset } enthält.
Des Weiteren folgt aus den De Morganschen Gesetzen die Identität
{\displaystyle \bigcap _{n\in \mathbb {N} }A_{n}={\biggl (}\bigcup _{n\in \mathbb {N} }A_{n}^{\mathsf {c}}{\biggr )}^{\!\!{\mathsf {c}}}}
Daher folgt aus Punkt 2 und 3 der Definition auch, dass σ-Algebren auch abgeschlossen bezüglich abzählbaren Durchschnitten sind.
Aus der Stabilität bezüglich abzählbarer unendlicher Schnittmengen und Vereinigungen folgt auch direkt die Stabilität bezüglich endlich vielen Schnitten oder Vereinigungen. Im Falle der Vereinigung setzt man {\displaystyle A_{j}=\emptyset } für alle {\displaystyle j>m} bei einem festgelegten {\displaystyle m}, dann ist
{\displaystyle A_{1}\cup A_{2}\cup \dotsb \cup A_{m}=\bigcup _{i\in \mathbb {N} }A_{i}}
Bei Schnitten ist das Vorgehen analog, man setzt dann {\displaystyle A_{j}=\Omega } für alle {\displaystyle j>m}.
Damit sind σ-Algebren auch abgeschlossen gegen Mengendifferenz, denn es gilt
{\displaystyle A\setminus B=A\cap B^{\mathsf {c}}}.

### Mächtigkeit
Ist {\displaystyle {\mathcal {A}}} eine endliche σ-Algebra, so gibt es immer eine positive ganze Zahl {\displaystyle n} mit {\displaystyle |{\mathcal {A}}|=2^{n}}, das heißt: Die Mächtigkeit {\displaystyle |{\mathcal {A}}|} von {\displaystyle {\mathcal {A}}} ist eine Zweier-Potenz.

### Algebren
Jede σ-Algebra ist immer eine Mengenalgebra, die anstelle der dritten Eigenschaft nur die Stabilität bezüglich endlicher Vereinigungen verlangt. Nicht jede Mengenalgebra ist eine σ-Algebra. Ein Beispiel ist die Mengenalgebra
{\displaystyle {\mathcal {A}}=\{A\subseteq \mathbb {N} \mid A{\text{ oder }}\mathbb {N} \setminus A{\text{ ist endlich}}\},}
in der {\displaystyle \{1,3,5,\dots \}=\{1\}\cup \{3\}\cup \{5\}\cup \dots } nicht enthalten ist.

## Beispiele
Für jede beliebige Menge {\displaystyle \Omega } ist 
{\displaystyle {\mathcal {A}}_{1}:=\{\emptyset ,\Omega \}}
die kleinstmögliche σ-Algebra. Sie wird auch die triviale σ-Algebra genannt. Die Potenzmenge
{\displaystyle {\mathcal {A}}_{2}:={\mathcal {P}}(\Omega )}
ist die größte mögliche σ-Algebra mit {\displaystyle \Omega } als Grundmenge.
Für jede beliebige Menge {\displaystyle \Omega } und eine Teilmenge {\displaystyle A\subseteq \Omega } ist 
{\displaystyle {\mathcal {A}}_{3}=\{\emptyset ,A,A^{\mathsf {c}},\Omega \}}
eine σ-Algebra. Sie ist die kleinste σ-Algebra, die {\displaystyle A} enthält.
Über einer Grundmenge {\displaystyle \Omega } ist das Mengensystem
{\displaystyle {\mathcal {A}}_{4}=\{A\subseteq \Omega \mid A\ \mathrm {abz{\ddot {a}}hlbar\ oder} \ A^{\mathsf {c}}\ \mathrm {abz{\ddot {a}}hlbar} \}}
eine σ-Algebra. Hierbei bedeutet abzählbar, dass {\displaystyle A} endlich oder abzählbar unendlich ist.
Sind {\displaystyle \Omega } und {\displaystyle \Omega '} zwei beliebige Mengen, {\displaystyle {\mathcal {A}}'} eine σ-Algebra in {\displaystyle \Omega '} und {\displaystyle T\colon \Omega \rightarrow \Omega '} eine Abbildung. Dann ist 
{\displaystyle {\mathcal {A}}_{5}:=T^{-1}({\mathcal {A}}')=\lbrace T^{-1}(A'):A'\in {\mathcal {A}}'\rbrace }
eine σ-Algebra in {\displaystyle \Omega }. Dies folgt direkt aus der Stabilität des Urbildes bezüglich der Mengenoperationen. Sie ist ein einfaches Beispiel einer Initial-σ-Algebra, einem gängigen Verfahren zur Konstruktion von σ-Algebren.
Wichtigstes Beispiel in der Anwendung ist die borelsche σ-Algebra, die jedem topologischen Raum zugeordnet werden kann. Sie ist per Definition die kleinste σ-Algebra, die alle offenen Teilmengen enthält, kann aber nur sehr selten vollständig beschrieben werden.

## Bedeutung
σ-Algebren bilden den Ausgangspunkt für die Definition des Maßraums und des Wahrscheinlichkeitsraums. Das Banach-Tarski-Paradoxon demonstriert, dass auf überabzählbaren Mengen die durch die Potenzmenge gebildete σ-Algebra als Grundlage für die Volumenbestimmung zu groß sein kann und die Betrachtung anderer σ-Algebren mathematisch notwendig ist. In der Theorie der stochastischen Prozesse, insbesondere in der stochastischen Finanzmathematik, wird die bis zu einem Zeitpunkt prinzipiell beobachtbare Information durch eine σ-Algebra beschrieben, was zum Begriff der Filtrierung, also einer zeitlich aufsteigenden Familie von σ-Algebren führt. Filtrierungen sind essentiell für die allgemeine Theorie der stochastischen Integration; Integranden (also finanzmathematische Handelsstrategien) dürfen zu einer Zeit {\displaystyle t} nur von den Informationen bis (ausschließlich) {\displaystyle t} abhängen; insbesondere dürfen sie nicht „in die Zukunft schauen“.

## Operationen

### Schnitte von σ-Algebren
Schnitte von zwei σ-Algebren {\displaystyle {\mathcal {A}}_{1}} und {\displaystyle {\mathcal {A}}_{2}}, also das Mengensystem
{\displaystyle {\mathcal {A}}_{1}\cap {\mathcal {A}}_{2}=\{A\subseteq \Omega \;|\;A\in {\mathcal {A}}_{1}{\text{ und }}A\in {\mathcal {A}}_{2}\}},
sind stets wieder σ-Algebren. Denn ist exemplarisch {\displaystyle A\in {\mathcal {A}}_{1}\cap {\mathcal {A}}_{2}}, so ist 
- {\displaystyle \Omega \setminus A} in {\displaystyle {\mathcal {A}}_{1}}, da {\displaystyle A} auch in {\displaystyle {\mathcal {A}}_{1}} ist.
- {\displaystyle \Omega \setminus A} in {\displaystyle {\mathcal {A}}_{2}}, da {\displaystyle A} auch in {\displaystyle {\mathcal {A}}_{2}} ist.

Somit ist {\displaystyle \Omega \setminus A} auch in {\displaystyle {\mathcal {A}}_{1}\cap {\mathcal {A}}_{2}}, der Schnitt ist also komplementstabil. Die Stabilität bezüglich der anderen Mengenoperationen folgt analog.
Die Aussage gilt ebenso für den Schnitt einer beliebigen Anzahl von σ-Algebren, da sich die obige Argumentation dann auf alle dieser σ-Algebra ausweiten lässt. Diese Eigenschaft bildet die Basis für den σ-Operator, vgl. unten.

### Vereinigungen von σ-Algebren
Die Vereinigung zweier σ-Algebren {\displaystyle {\mathcal {A}}_{1}} und {\displaystyle {\mathcal {A}}_{2}}, also das Mengensystem
{\displaystyle {\mathcal {A}}_{1}\cup {\mathcal {A}}_{2}=\{A\subseteq \Omega \;|\;A\in {\mathcal {A}}_{1}{\text{ oder }}A\in {\mathcal {A}}_{2}\}}
ist im Allgemeinen keine σ-Algebra mehr. Betrachtet man beispielsweise die beiden σ-Algebren
{\displaystyle {\mathcal {A}}_{1}=\{\emptyset ,\{1,2,3\},\{1\},\{2,3\}\}}
sowie
{\displaystyle {\mathcal {A}}_{2}=\{\emptyset ,\{1,2,3\},\{3\},\{1,2\}\}},
so ist
{\displaystyle {\mathcal {A}}_{1}\cup {\mathcal {A}}_{2}=\{\emptyset ,\{1,2,3\},\{1,2\},\{2,3\},\{1\},\{3\}\}}.
Dieses Mengensystem ist weder vereinigungsstabil, da es {\displaystyle \{1\}\cup \{3\}=\{1,3\}} nicht enthält, noch ist es schnittstabil, da es {\displaystyle \{2\}=\{1,2\}\cap \{2,3\}} nicht enthält.
Damit man aber eine σ-Algebra erhält, führt man den join-Operator aus der Ordnungstheorie ein
{\displaystyle \bigvee \limits _{i\in I}{\mathcal {A}}_{i}=\sigma \left(\bigcup \limits _{i\in I}{\mathcal {A}}_{i}\right).}

### Produkte von σ-Algebren
Sind {\displaystyle {\mathcal {M}}_{1}} und {\displaystyle {\mathcal {M}}_{2}} Mengensysteme auf {\displaystyle \Omega _{1}} und {\displaystyle \Omega _{2}} und wird das Produkt von {\displaystyle {\mathcal {M}}_{1}} und {\displaystyle {\mathcal {M}}_{2}} definiert als
{\displaystyle {\mathcal {M}}_{1}\times {\mathcal {M}}_{2}:=\{A\times B\subseteq \Omega _{1}\times \Omega _{2}\;|\;A\in {\mathcal {M}}_{1},\;B\in {\mathcal {M}}_{2}\}},
so ist das Produkt von zwei σ-Algebren im Allgemeinen keine σ-Algebra mehr, sondern lediglich ein Halbring. Denn betrachtet man
{\displaystyle {\mathcal {B}}=\{\emptyset ,\{1\},\{2\},\{1,2\}\}},
so enthält das Mengensystem {\displaystyle {\mathcal {B}}\times {\mathcal {B}}} sowohl die Mengen
{\displaystyle M_{1}=\{1,2\}\times \{1,2\}=\{(1,1),(1,2),(2,1),(2,2)\}} als auch {\displaystyle M_{2}=\{2\}\times \{2\}=\{(2,2)\}}.
Die Menge
{\displaystyle M_{1}\setminus M_{2}=M_{2}^{\mathsf {c}}=\{(1,1),(1,2),(2,1)\}}
ist jedoch nicht enthalten, da sie sich nicht als kartesisches Produkt zweier Elemente aus {\displaystyle {\mathcal {B}}} darstellen lässt. Somit ist das Produkt nicht komplementstabil, kann folglich auch keine σ-Algebra sein.
Das Produkt von σ-Algebren wird daher nicht als das kartesische Produkt der einzelnen σ-Algebren definiert, sondern über die Produkt-σ-Algebra. Diese verwendet die Mengensysteme der kartesischen Produkte als Erzeuger einer σ-Algebra. Im Falle des Produktes von endlich vielen σ-Algebren bedeutet dies, dass die Produkt-σ-Algebra die kleinste σ-Algebra ist, die alle kartesischen Produkte von Elementen der einzelnen σ-Algebren enthält.

## σ-Operator
Für eine beliebige Teilmenge {\displaystyle {\mathcal {M}}} der Potenzmenge {\displaystyle {\mathcal {P}}(\Omega )} ist der {\displaystyle \sigma }-Operator definiert als
{\displaystyle \sigma ({\mathcal {M}})=\bigcap _{{\mathcal {A}}\in {\mathcal {F}}({\mathcal {M}})}\!\!{\mathcal {A}},}
wobei
{\displaystyle {\mathcal {F}}({\mathcal {M}})=\{{\mathcal {A}}\subseteq {\mathcal {P}}(\Omega )\mid {\mathcal {M}}\subseteq {\mathcal {A}},{\mathcal {A}}\ {\text{ist}}\ \sigma {\text{-Algebra auf}}\ \Omega \}.}
Da die Schnittmenge einer Familie von σ-Algebren (über derselben Grundmenge {\displaystyle \Omega }) wieder eine σ-Algebra ist, ist {\displaystyle \sigma ({\mathcal {M}})} somit die kleinste σ-Algebra, die {\displaystyle {\mathcal {M}}} umfasst.
Der {\displaystyle \sigma }-Operator erfüllt die fundamentalen Eigenschaften eines Hüllenoperators:
- {\displaystyle {\mathcal {M}}\subseteq \sigma ({\mathcal {M}})}, also ist der {\displaystyle \sigma }-Operator extensiv.
- Gilt {\displaystyle {\mathcal {M}}\subseteq {\mathcal {N}}}, so ist auch {\displaystyle \sigma ({\mathcal {M}})\subseteq \sigma ({\mathcal {N}})} (Monotonie bzw. Isotonie).
- Es ist {\displaystyle \sigma (\sigma ({\mathcal {M}}))=\sigma ({\mathcal {M}})} (Idempotenz).

{\displaystyle \sigma ({\mathcal {M}})} wird als die von {\displaystyle {\mathcal {M}}} erzeugte σ-Algebra bezeichnet, {\displaystyle {\mathcal {M}}} heißt Erzeuger dieser σ-Algebra. Die Benennung als erzeugte σ-Algebra ist jedoch nicht eindeutig, da auch die Initial-σ-Algebra als die (von den Funktionen {\displaystyle f_{i}}) erzeugte σ-Algebra bezeichnet wird.
In vielen Fällen lassen sich die Elemente von {\displaystyle \sigma ({\mathcal {M}})} nicht explizit angeben (siehe z. B. Borel-Hierarchie). Eine häufig angewendete Beweismethode für Aussagen, die für alle Elemente von {\displaystyle \sigma ({\mathcal {M}})} gelten, ist das Prinzip der guten Mengen. Der Dynkinsche π-λ-Satz trifft Aussagen darüber, wann eine erzeugte σ-Algebra und ein erzeugtes Dynkin-System übereinstimmen.

## Spezielle σ-Algebren

### Spur-σ-Algebren
Für {\displaystyle E\subseteq \Omega } wird das Mengensystem {\displaystyle {\mathcal {A}}|_{E}=\{A\cap E\,|\,A\in {\mathcal {A}}\}} als Spur von {\displaystyle {\mathcal {A}}} in {\displaystyle E} bzw. Spur-σ-Algebra von {\displaystyle {\mathcal {A}}} über {\displaystyle E}  bezeichnet. Man kann zeigen, dass die Spur von {\displaystyle {\mathcal {A}}} in {\displaystyle E} wieder eine σ-Algebra (aber mit der Grundmenge {\displaystyle E}) ist, was den Namen „Spur-σ-Algebra“ rechtfertigt. Analog lässt sich die Spur-σ-Algebra auch als Initial-σ-Algebra bezüglich der natürlichen Einbettung {\displaystyle i\colon E\rightarrow \Omega ,\,i(e)=e} auffassen.
Ist {\displaystyle {\mathcal {E}}} ein Erzeuger von {\displaystyle {\mathcal {A}}}, so gilt {\displaystyle {\mathcal {A}}|_{E}=\sigma ({\mathcal {E}}|_{E})}. Die Spur des Erzeugers erzeugt also die Spur-σ-Algebra.

### Unter-σ-Algebren
Ist {\displaystyle {\mathcal {A}}} eine σ-Algebra  auf {\displaystyle \Omega } und ist ein Mengensystem {\displaystyle {\mathcal {M}}\subseteq {\mathcal {A}}} ebenfalls eine σ-Algebra auf {\displaystyle \Omega }, so heißt {\displaystyle {\mathcal {M}}} eine Unter-σ-Algebra, Teil-σ-Algebra oder Sub-σ-Algebra von {\displaystyle {\mathcal {A}}}.

### Borelsche σ-Algebra
Die Borelsche σ-Algebra ist die in der Anwendung wichtigste σ-Algebra. Dies beruht auf der Tatsache, dass sie auf natürliche Weise mit dem entsprechenden zugrundeliegenden topologischen Raum verträglich ist und viele wichtige Mengen wie die offenen und die abgeschlossenen Mengen enthält. Des Weiteren lassen sich große Klassen von messbaren Funktionen für die Borelsche σ-Algebra angeben. Insbesondere sind alle stetigen Funktionen immer messbar bezüglich der Borelschen σ-Algebra.

### Initial-σ-Algebren und Final-σ-Algebra
Die Initial-σ-Algebra ist eine σ-Algebra, die mittels Abbildungen auf einer Grundmenge definiert wird, auf der per se keine σ-Algebra existiert. Sie ist dann sogar die kleinste σ-Algebra, bezüglich derer die in der Konstruktion verwendeten Funktionen messbar sind. Das Gegenstück ist die Final-σ-Algebra, sie ist die größte σ-Algebra, so dass eine vorgegebene Menge an Funktionen messbar ist. Diese Konstruktion bildet somit ein Analogon zur Initialtopologie und zur Finaltopologie in der Topologie. Produkt-σ-Algebren und Spur-σ-Algebren lassen sich beide als Spezialfall von Initial-σ-Algebren auffassen.

### Produkt-σ-Algebren
Produkt-σ-Algebren spielen dann eine Rolle, wenn Maße auf dem Produkt zweier Messräume definiert werden sollen. Da das Produkt von zwei σ-Algebren im Allgemeinen keine σ-Algebra ist, interessiert man sich für eine Erweiterung der Produkte der σ-Algebren auf den Produktraum. Diese Erweiterung ist dann die Produkt-σ-Algebra. Sie spielt eine wichtige Rolle bei der Definition von Produktmaßen, diese wiederum sind die Grundlage für den Satz von Fubini, die Modellierung mehrstufiger Experimente in der Stochastik und dienen als theoretische Grundlage der stochastischen Prozesse.

### Separable σ-Algebren
Eine σ-Algebra, die einen abzählbaren Erzeuger besitzt, nennt man separabel. Beispiel hierfür wäre die Borelsche σ-Algebra auf {\displaystyle \mathbb {R} ^{n}}, die sie sich von Quadern mit rationalen Eckpunkten erzeugen lässt.

### σ-Algebren in Teilgebieten der Mathematik
Innerhalb der Teilgebiete der Mathematik existiert noch eine Vielfalt von σ-Algebren. Die unten stehende Aufzählung dient dem groben Überblick.

#### Wahrscheinlichkeitstheorie
In der Wahrscheinlichkeitstheorie werden σ-Algebren teils Ereignissysteme genannt, da sie der stochastischen Nomenklatur entsprechend Ereignisse enthalten.
Weitere wichtige σ-Algebra in der Wahrscheinlichkeitstheorie ist die bei der Untersuchung von Grenzwerten auftretende Terminale σ-Algebra. Für eine Folge von σ-Algebren sagt sie aus, welche Mengen von allen endlichen Anfangsstücken der Folge unabhängig sind.

#### Theorie stochastischer Prozesse
Wichtigste Verwendung von σ-Algebren in der Theorie stochastischer Prozesse sind die Filtrierungen. Dabei handelt es sich um ineinander geschachtelte Familien von σ-Algebren, die modellieren, wie viel Information einem Stochastischen Prozess zu einem bestimmten Zeitpunkt zur Verfügung steht. So sorgen sie bei der Modellierung von Glücksspielen dafür, dass die teilnehmenden Spieler über keine Information des kommenden Spieles verfügen.
Weitere wichtige σ-Algebren sind die vorhersagbare σ-Algebra zur Formulierung von vorhersagbaren Prozessen in stetiger Zeit und die σ-Algebra der τ-Vergangenheit, die durch Kombination mit einer Stoppzeit entsteht.
Des Weiteren gibt es noch die austauschbare σ-Algebra, die nur Mengen enthält, die in dem Sinne austauschbar sind, als dass sie invariant gegen Permutationen endlich vieler Folgeglieder des stochastischen Prozesses sind.

#### Ergodentheorie
In der Ergodentheorie wichtige σ-Algebren sind die σ-Algebra der invarianten Ereignisse und P-triviale σ-Algebren. P-triviale σ-Algebren sind solche, die nur Mengen mit Wahrscheinlichkeit 0 oder 1 enthalten. Beide σ-Algebren werden zum Beispiel zur Definition von ergodischen Transformationen oder verwandten Grundbegriffen der Ergodentheorie genutzt.

#### Mathematische Statistik
In der mathematischen Statistik kommen mehrere verschiedene σ-Algebren vor. Eine von ihnen ist die suffiziente σ-Algebra. Sie enthält alle Mengen, die bezüglich einer gegebenen Verteilungsklasse Informationen enthalten. Somit können alle Mengen, die nicht in der σ-Algebra enthalten sind weggelassen werden, ohne dass ein Informationsverlust eintritt. Eine Verschärfung ist die minimalsuffiziente σ-Algebra, sie ist die (bis auf Nullmengen) kleinste suffiziente σ-Algebra. Außerdem existiert noch die verwandte stark suffiziente σ-Algebra, die unter Umständen mit der suffizienten σ-Algebra übereinstimmt. Gegenstück zur suffizienten σ-Algebra ist die verteilungsfreie σ-Algebra, sie trägt keine Informationen, ist also maximal uninformativ. Des Weiteren existiert beispielsweise noch die vollständige σ-Algebra.

## Verwandte Mengensysteme

### Dynkin-Systeme
Jede σ-Algebra ist immer auch ein Dynkin-System. Umgekehrt ist jedes durchschnittsstabile Dynkinsystem auch eine σ-Algebra. Ein Beispiel für ein Dynkin-System, das keine σ-Algebra ist, ist
{\displaystyle {\mathcal {M}}=\{\emptyset ,\{1,2\},\{3,4\},\{1,4\},\{2,3\},\{1,2,3,4\}\}}
auf der Grundmenge {\displaystyle \Omega =\{1,2,3,4\}}. Das Mengensystem ist ein Dynkin-System, aber keine Algebra (da nicht durchschnittsstabil) und damit auch keine σ-Algebra.
Es gilt außerdem der Dynkinsche π-λ-Satz: Ist {\displaystyle {\mathcal {E}}} ein durchschnittsstabiles Mengensystem, so stimmen die von {\displaystyle {\mathcal {E}}} erzeugte σ-Algebra und das von {\displaystyle {\mathcal {E}}} erzeugte Dynkin-System überein.

### σ-Ringe
Jede σ-Algebra ist per Definition ein σ-Ring, welcher die Grundmenge enthält. Nicht jeder σ-Ring ist eine σ-Algebra.